# ماري أنيك ليبين
ماري أنيك ليبين ، ولدت في ريبنتيني في 5 نوفمبر 1978  ، وهي عازفة كمان مدربة بشكل كلاسيكي، وعضو في مجموعة رعاة البقر المحطمون.
وهي تعزف على العديد من الآلات منها ( الكمان والمندولين والغناء والبيانو والفلوت والأكورديون والفيولا والميتالوفون والقيثارة).

## ديسكغرافيا
1. القلب المثلي (مع كارل تريمبلاي)
2. "لو لم أحبك"
3. عازف الجاز القديم
4. تحت الملاحظة
5. في الشاليه
6. في الليل
7. الجدة الحلوة
8. بلا مبالاة
9. هذه العدالة
10. بالقرب من سان لوران

## روابط خارجية
- الموقع الرسمي